# SandraRaimondo Show
SandraRaimondo Show è stato un programma televisivo italiano, varietà del sabato sera di Canale 5, andato in onda in prima serata dal 28 febbraio al 23 maggio 1987 per tredici puntate (più due puntate antologiche), con la conduzione di Sandra Mondaini e Raimondo Vianello. Lo show è anche stato l'ultimo programma di prima serata condotto dalla coppia.

## Il programma
Lo spettacolo segnò il ritorno della coppia in un varietà di prima serata a quattro anni di distanza dal precedente Attenti a noi due, e si presentò al pubblico con una scenografia sfarzosa, realizzata da Mario Catalano, caratterizzata da un toboga e da un'ampia parete di luci. In ogni puntata, la coppia proponeva sketch e momenti di intrattenimento; tra gli appuntamenti fissi, quello dell'"angolo della posta", nel quale i conduttori erano disposti a leggere le lettere più cattive dei telespettatori contenenti insulti e critiche purché accompagnate da piccole somme di denaro da devolvere in beneficenza. Per il momento dei giochi, Vianello conduceva un'edizione speciale di Zig Zag (game-show della fascia preserale di Canale 5, da lui condotto e trasmesso fino alla stagione precedente) con concorrenti VIP (e con premi in denaro che venivano poi anch'essi devoluti in beneficenza) e proponeva uno sketch ricorrente sulla calvizie, mentre la Mondaini in ogni puntata recitava in un'ironica telenovela russa intitolata "Raymondoskij". Nella prima puntata dello show i due conduttori hanno festeggiato i loro primi 25 anni di matrimonio.
Il cast fisso della trasmissione era composto da diversi personaggi molto popolari negli anni ottanta: Tracy Spencer che in ogni puntata presentava un brano dall'album Tracy accompagnata da un corpo di ballo, Galyn Görg e Steve La Chance (provenienti da Fantastico 6 e coppia nella vita) che erano i primi ballerini della trasmissione, Bonnie Bianco (sostituita dopo quattro puntate da Sabrina Salerno, anche lei accompagnata da ballerini, la quale proponeva in ogni puntata un brano che avrebbe successivamente fatto parte del suo album d'esordio, Sabrina), l'allora annunciatrice di Rete 4, Cinzia Lenzi, che qui ricopriva il ruolo della valletta, ed il disc jockey Mario Panda Voiello che curava lo spazio della classifica dei dischi più venduti della settimana ed introduceva gli ospiti musicali.
Numerosissimi gli ospiti del mondo della musica, dello sport, della moda e del cinema che intervennero nel corso delle puntate: Marcella Bella, Alessandra Martines, Eighth Wonder, Simply Red, Fausto Leali, Europe, Tony Esposito, Level 42, Grace Jones, Fiorella Mannoia, Pooh, Nick Kamen, Robbie Nevil, Grazia Di Michele, Spandau Ballet, Shel Shapiro, Toto Cutugno, Caroline Loeb, Lucio Dalla, A-ha, Christian, Tom Robinson, Gregory Abbott, Bryan Adams, Via Verdi, Spagna, Walter Zenga, Alessandro Altobelli, Pietro Paolo Virdis, Ottavio Missoni, Elio Fiorucci, Franco Moschino, Barbara De Rossi, Marina Suma, Mara Venier, Massimo Mauro, Aldo Serena, Stefano Tacconi, Andrea Occhipinti, Alessandro Gassmann, Luca Barbareschi, Giacomo Crosa, Andrea de Adamich, Rino Tommasi, Alessandro Renica, Bruno Giordano, Andrea Carnevale, Trettré, Amanda Sandrelli, Antonellina Interlenghi, Lucrezia Lante della Rovere, Dino Meneghin, Augusto Binelli, Renato Villalta, Giuseppe Galderisi, Beppe Dossena, Roberto Donadoni, Arrigo Levi, Sandro Ciotti, Ambrogio Fogar, Gianluca Vialli, Roberto Mancini, Sergio Brio, Franco Nero, Stefania Sandrelli, Sergio Corbucci, Francesca Dellera, Florinda Bolkan, Ben Gazzara, Michele Placido, Ricky Tognazzi, Nanni Loy, Giuliano Gemma, Monica Guerritore, Massimo Boldi, Eleonora Giorgi.
Ogni puntata della trasmissione costava alla produzione 500 milioni di lire. La regia era di Romolo Siena e, per i momenti di balletti e canzoni, di Mario Bianchi. La trasmissione veniva registrata nello studio 10 del centro di produzione Mediaset di Cologno Monzese.
La sigla di coda della trasmissione, interpretata da Galyn Görg e Steve La Chance, era Je t'aime je t'aime, su musiche di Maurizio e Guido De Angelis.
Nel 1992 è stato proposto, con lo stesso titolo, un programma di montaggi video della coppia Vianello su Rete 4, mentre nell'estate 2004 è andato in onda su Canale 5 nella fascia preserale della domenica un altro programma intitolato in maniera simile, Sandra e Raimondo Supershow, sempre condotto dalla coppia e nuovamente dedicato alla riproposizione di filmati d'archivio. Il 15 aprile 2020 viene riproposto su Mediaset Extra come omaggio a Raimondo Vianello, a dieci anni dalla scomparsa.

### Successo e accoglienza
Il programma registrò un buon riscontro di pubblico nella prima puntata, che totalizzò poco più di sei milioni di telespettatori; nella seconda, scese ad un ascolto medio di circa cinque milioni di telespettatori. Ottenne inoltre ottime recensioni da parte della critica televisiva.